# Jeff Dowtin Jr.

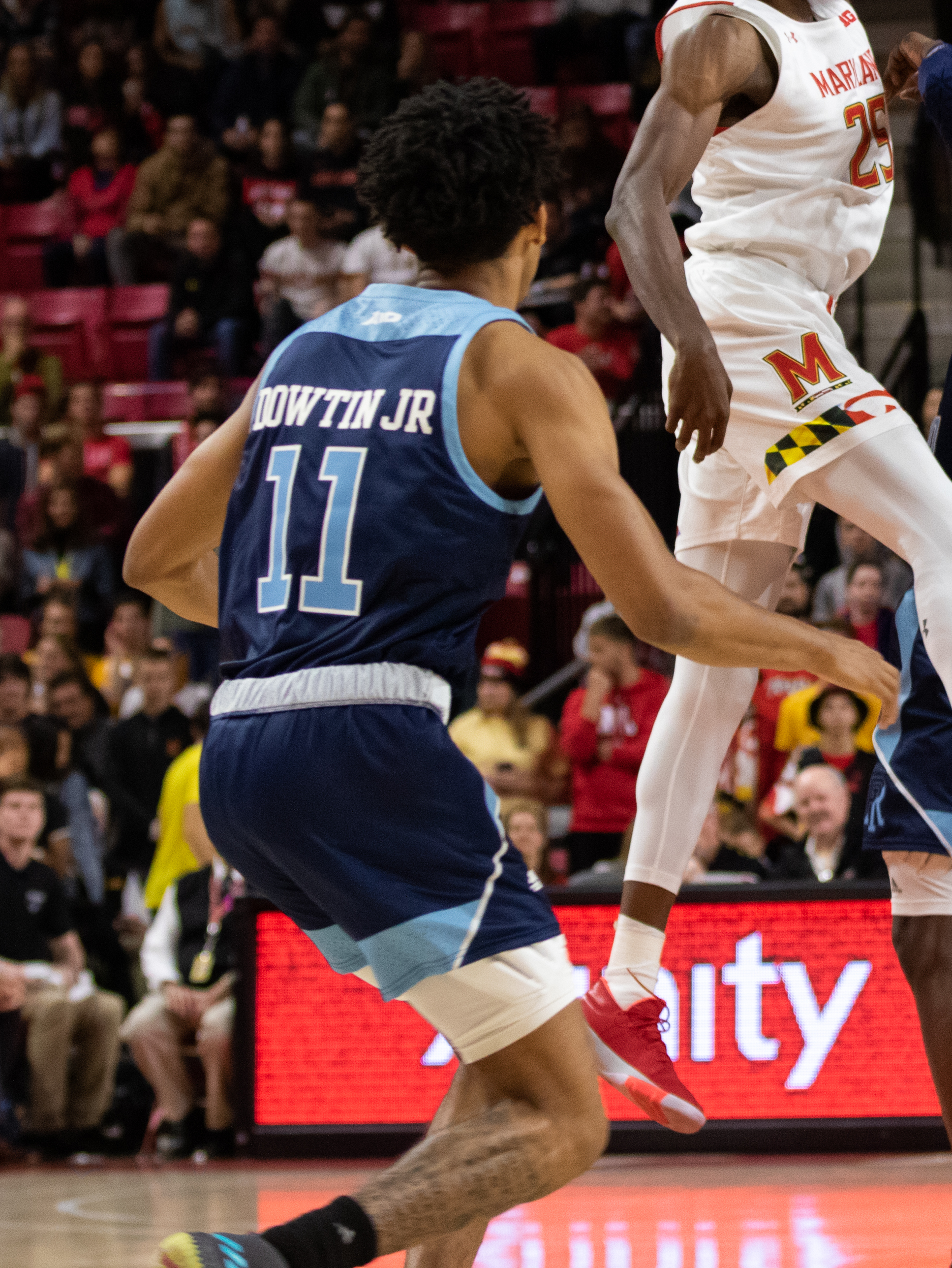
Jeff Dowtin Jr., 2019.

Jeffrey "Jeff" Dowtin Jr., född 10 maj 1997 i Upper Marlboro i Maryland, är en amerikansk professionell basketspelare (PG) som spelar för Philadelphia 76ers i National Basketball Association (NBA). Han har tidigare spelat för Golden State Warriors, Milwaukee Bucks, Orlando Magic och Toronto Raptors.
Dowtin blev aldrig NBA-draftad.
Innan han blev proffs studerade Dowtin vid University of Rhode Island och spelade för deras idrottsförening Rhode Island Rams.